# Cimicosis
Cimicosis es una alteración cutánea causada por las picaduras de las chinches de las camas. En la cual se producen enrojecimientos y abultamientos que producen picores.